# John Ranch
John Raymond »JR« Ranch, avstralski veslač, * 16. november 1940, Bondi, New South Wales.
Ranch je na Poletnih olimpijskih igrah 1968 v Mexico Cityju nastopil kot član avstralskega osmerca, ki je tam osvojil srebrno medaljo. 